# (22097) 2000 BH4
(22097) 2000 BH4 est un astéroïde de la ceinture principale d'astéroïdes de 24,72 km de diamètre découvert en 2000.

## Description
(22097) 2000 BH4 a été découvert le 21 janvier 2000 à l'observatoire Magdalena Ridge, situé dans le comté de Socorro, au Nouveau-Mexique (États-Unis), par le projet Lincoln Near-Earth Asteroid Research (LINEAR).

### Caractéristiques orbitales
L'orbite de cet astéroïde est caractérisée par un demi-grand axe de 3,17 UA, un périhélie de 2,59 UA, une excentricité de 0,18 et une inclinaison de 16,14° par rapport à l'écliptique. Du fait de ces caractéristiques, à savoir un demi-grand axe compris entre 2 et 3,2 UA et un périhélie supérieur à 1,666 UA, il est classé, selon la JPL Small-Body Database, comme objet de la ceinture principale d'astéroïdes.

### Caractéristiques physiques
(22097) 2000 BH4 a une magnitude absolue (H) de 12,4 et un albédo estimé à 0,031, ce qui permet de calculer un diamètre de 24,72 km. Ces résultats ont été obtenus grâce à la méthode radiométrique en utilisant les données d'observations obtenues par le télescope spatial infrarouge IRAS] lancé en 1983 et qui a permis d'élaborer le catalogue IRAS Minor Planet Survey (IMPS).